# 正法 (佛教)
正法，又稱妙法、白法，佛教術語，指純正而且正確的佛陀教法，為三寶中的法寶。

## 概論
其所謂純正、正確的佛法，有數個意思，要看上下文而定：
1. 只要符合釋迦牟尼佛教義的正宗法義，都可稱為正法，常見的評定標準為三法印、四聖諦或八正道等。符合正法稱如法，不符合佛教正法的教義，稱不如法、邪法，或也將跟佛法不符的古印度其他宗教稱爲外道。
2. 經過历来高僧的權威評定，記載釋迦牟尼教法的書籍，其內容皆稱正法。故可称约等于佛法。
3. 由釋迦牟尼佛與其第一代親傳弟子教授並傳承的佛教教法，稱正法。這段時期，稱正法時期（或正法時代）。佛教的正法时期，指佛陀灭度后的第一个1000年，或500年，正法时期内有教、有行、有果，和原始佛法没有偏差。相對應的是緊隨其後的像法時期、末法時期、法灭时期。

在蒙古人接受藏傳佛教後，邪法是指薩滿教。

## 分类
大乘佛教分为四法宝：教（經教）、理（義理）、行（行门）、果（证果），阐释了“依教而诠理，依理而起行，依行而证果”的次第。

## 註释
1. ↑  如《妙法莲华经》中的“妙法”即
2. ↑  白法义爲清净善法
3. ↑  《佛学大辞典》【正法】：（一）梵语sad-dharma，巴利语saddhamma。指真正之法。亦即佛陀所说之教法。又作白法（梵s/ukla -dharma ）、净法，或称妙法。凡契当于佛法正理之法，皆称正法，如不取不着之法门、大菩萨之法。据大毗婆沙论卷一八三载，如来正法有世俗、胜义之别，世俗正法指名句文身，即经律论；胜义正法则指圣道，即无漏之根、力、觉支、道支。又俱舍论卷二十九以为世尊正法之体有教、证二种；教正法，指佛所说之经律论三藏；而三十七品等菩提分法，则为证正法。换言之，教正法即世俗正法之体，证正法即胜义正法之体。［杂阿含经卷二十五、增一阿含经卷四十八、胜天王般若波罗蜜经卷五证劝品、杂阿毗昙心论卷十、大智度论卷三十四］（二）正、像、末三时之一。佛陀入灭后，教法住世，依之修行即能证果，称为正法。
4. ↑  《佛学大辞典》【教理行果】：教、理、行、果之合称。乃佛、法、僧三宝中法宝之种别，一般称之为四法宝。即指能诠之言教、所诠之义理、能成之修行、所成之证果。佛教一般修证之次第多为依教诠理，依理起行，依行克果，故又连称为教理行果。于诸经论中，分别有对教、理、行、果之不同阐释：据大乘本生心地观经卷二载，能破无明烦恼业障之声、名、句、文，称为教法；有为无为之诸法，称为理法；戒、定、慧之行，称为行法；无为之妙果，称为果法。大乘法苑义林章卷六本载，教，为音声、名、句、文等。理，为二谛、四谛之理，有二种：(一)为根本智（又称无分别智）之境，乃理智平等一如之诸法实性，如二空之理。(二)为后得智（又称权智、俗智）之境，如古代印度正理学派所说之十六谛等。行，谓三乘之因及圣所起之自利、利他诸行。果，即三乘无学所得大涅槃、大菩提之果。成唯识论了义灯卷一本更设四法宝各有三种：教，有无义言、邪妄言、如义言；理，有增益义、损减义、顺体义；行，有顺世因、邪僻因、处中因；果，有谄诳果、虚妄果、出世果。［观无量寿佛经义疏卷中、成唯识论述记卷一本、华严经探玄记卷三］（参阅‘四法’1715）